# Криниця (Стрийський район)
Крини́ця (давня назва — Криниця Шляхетська) — село в Україні, у Миколаївській міській громаді Стрийського району Львівської області. Населення становить 1082 особи. Орган місцевого самоврядування — Миколаївська міська рада.
Перша письмова згадка про село належить до 12 листопада 1436 року.

## Географії
Село розташоване на дорозі Львів-Рудники-Дрогобич, за 11 км. на захід від залізничної станції Пісочна.

## Історія
Криниця заснована в середині XIII століття. Легенда про заснування села походить з тих часів, коли на українські землі нападали монголо-татари. Щоб знати про їх наближення, обиралась найвища гора поблизу і там будувалася вежа, з якої сторож спостерігав, чи не йдуть вороги. Така башта стояла й на Лисій Горі і жили там чудові, добрі й працьовиті люди. Але з міста Бич (Дрогобич), який вже понюхав попелу монголо-татар, через Меденичі на Лису Гору сунула орда. Люди почали втікати в ліси, у болота. Щедро прийняв їх ліс, бо був надзвичайно багатим. Але найбільшим скарбом була цілюща кришталева й смачна вода, що була ніби з самого серця лісового велетня. П'ючи цю воду, люди відчували, як сила і здоров'я вливаються в їх зморене тіло. Тоді вони почали тут вирубувати ліс і розбудовувати село, яке і дістало назву Криниця. Кажуть, що на території села є понад 20 джерел питної води.

## Населення

### Мова
Розподіл населення за рідною мовою за даними перепису 2001 року:
| Мова       | Кількість | Відсоток |
| ---------- | --------- | -------- |
| українська | 1075      | 99.35%   |
| російська  | 4         | 0.38%    |
| польська   | 1         | 0.09%    |
| угорська   | 1         | 0.09%    |
| вірменська | 1         | 0.09%    |
| Усього     | 1082      | 100%     |

## Пам'ятки
Дерев'яна церква стоїть у центрі, на підвищенні, неподалік дороги. Найдавніші згадки про місцевий храм зустрічаються в документах 1511 року. Існуюча дерев'яна тризрубна одноверха церква, завершена пірамідальним дахом з двома заломами. Її ремонтували у 1779, 1835  роках та відновлювали у 1855 році. У міжвоєнний період гонтове покриття замінили бляхою. Іконостас походить з кінця XVII століття. Будівля стоїть на кам'яному фундаменті, бабинець і нава з півночі та півдня мають опасання оперте на дерев'яні стовпи. До вівтаря з півночі прибудована маленька ризниця. Хоча більша половина зовнішньої поверхні церкви покрита бляхою, та нижній ярус стін — оригінальний зруб, який сьогодні часто ховають під іншим матеріалом. Двоє вхідних дверей зачинені, церква, мабуть, не діюча, адже у Криниці є два муровані храми. На північний схід від святині розташована двоярусна дзвіниця, ймовірно, сучасна церкві. Загалом, стара за віком типової форми дерев'яна церква, через своє покриття нагадує маленький залізний кораблик.

## Відомі люди
- Білинський Василь (1893-1973) — педагог, журналіст, український громадський діяч у США.